# Función theta
En matemática, las funciones theta o θ-funciones son funciones especiales de varias variables complejas. Son importantes en diversas áreas, incluidas las teorías de variedades abelianas y espacios móduli, y de las formas cuadráticas. También se las ha aplicado a la teoría de solitones. Usadas para generalizar a una álgebra de Grassmann, aparecen en la teoría cuántica de campos, en particular la teoría de las cuerdas y D-branas.
La forma más común de la función theta es que proviene de  teoría de las funciones elípticas. Con respecto a una de las variables complejas (convencionalmente llamada z), una función theta expresa su comportamiento respecto a la adición de un período de las funciones elípticas asociados, lo que la hace una función cuasi periódica. En la teoría abstracta proviene de una condición descendente sobre un fibrado vectorial. 

## Función theta de Jacobi
La función theta de Jacobi (por el matemático Carl Gustav Jacobi) es una función definida por dos variables complejas τ y z, donde z puede ser cualquier número complejo y τ pertenece al semiplano superior, es decir que tiene su parte imaginaria positiva. Es dada por la fórmula
{\displaystyle \vartheta (z;\tau )=\sum _{n=-\infty }^{\infty }\exp(\pi in^{2}\tau +2\pi inz)=1+2\sum _{n=1}^{\infty }\left(e^{\pi i\tau }\right)^{n^{2}}\cos(2\pi nz).}
Si τ es fijo, esta se convierte en una serie de Fourier para una función periódica respecto a z con período 1. En este caso, la función theta satisface la identidad
{\displaystyle \vartheta (z+1;\tau )=\vartheta (z;\tau ).}
La función también se comporta muy regularmente con respecto a su cuasi período τ y cumple la ecuación funcional
{\displaystyle \vartheta (z+a+b\tau ;\tau )=\exp(-\pi ib^{2}\tau -2\pi ibz)\,\vartheta (z;\tau )}
donde a y b son enteros.

## Funciones auxiliares
La función theta de Jacobi también se puede escribir con un doble 0 como subíndice:
{\displaystyle \vartheta _{00}(z;\tau )=\vartheta (z;\tau )}
Tres funciones auxiliares (semiperiódicas) son definidas por
{\displaystyle {\begin{aligned}\vartheta _{01}(z;\tau )&=\vartheta \!\left(z+{\textstyle {\frac {1}{2}}};\tau \right)\\[3pt]\vartheta _{10}(z;\tau )&=\exp \!\left({\textstyle {\frac {1}{4}}}\pi i\tau +\pi iz\right)\vartheta \!\left(z+{\textstyle {\frac {1}{2}}}\tau ;\tau \right)\\[3pt]\vartheta _{11}(z;\tau )&=\exp \!\left({\textstyle {\frac {1}{4}}}\pi i\tau +\pi i\!\left(z+{\textstyle {\frac {1}{2}}}\right)\right)\vartheta \!\left(z+{\textstyle {\frac {1}{2}}}\tau +{\textstyle {\frac {1}{2}}};\tau \right).\end{aligned}}}
Esta notación proviene de Riemann y Mumford; la formulación original de Jacobi fue presentada en términos de q = exp(πiτ), en lugar de τ. En la notación de Jacobi las θ-funciones están escritas como:
{\displaystyle {\begin{aligned}\theta _{1}(z;q)&=-\vartheta _{11}(z;\tau )\\\theta _{2}(z;q)&=\vartheta _{10}(z;\tau )\\\theta _{3}(z;q)&=\vartheta _{00}(z;\tau )\\\theta _{4}(z;q)&=\vartheta _{01}(z;\tau )\end{aligned}}}
La anterior definición de las funciones theta de Jacobi no las determina en forma única.
Si fijamos z = 0 en las funciones anteriores, obtenemos cuatro funciones que varían sólo respecto a τ, definidas en el semiplano superior (a veces llamadas theta constantes.) Estas pueden utilizarse para definir una variedad de formas modulares, y para parametrizar ciertas curvas.

## Identidad Básica
Las llamadas funciones "Theta-Nullwert" tienen la siguiente representación de suma y la siguiente representación de producto:
{\displaystyle \vartheta _{00}(x)=\sum _{k=-\infty }^{\infty }x^{k^{2}}=\prod _{n=1}^{\infty }(1-x^{2n})(1+x^{2n-1})^{2}}
{\displaystyle \vartheta _{01}(x)=\sum _{k=-\infty }^{\infty }(-1)^{k}x^{k^{2}}=\prod _{n=1}^{\infty }(1-x^{2n})(1-x^{2n-1})^{2}}
{\displaystyle \vartheta _{10}(x)=x^{1/4}\sum _{k=-\infty }^{\infty }x^{k(k+1)}=2\,x^{1/4}\prod _{n=1}^{\infty }(1-x^{2n})(1+x^{2n})^{2}}
La función theta satisface la siguiente relación básica con el "Nomen q":
{\displaystyle \vartheta _{00}{\bigl [}q(k){\bigr ]}={\sqrt {2\pi ^{-1}K(k)}}}
{\displaystyle \vartheta _{01}{\bigl [}q(k){\bigr ]}={\sqrt[{4}]{1-k^{2}}}{\sqrt {2\pi ^{-1}K(k)}}}
{\displaystyle \vartheta _{10}{\bigl [}q(k){\bigr ]}={\sqrt {|k|}}{\sqrt {2\pi ^{-1}K(k)}}}
{\displaystyle q(k)=\exp {\bigl [}-\pi \,K({\sqrt {1-k^{2}}})/K(k){\bigr ]}}
Las siguientes dos fórmulas definen la integral elíptica completa del primer tipo y concuerdan entre sí.
{\displaystyle K(\varepsilon )=\int _{0}^{1}{\frac {1}{\sqrt {(1-x^{2})(1-\varepsilon ^{2}x^{2})}}}\,\mathrm {d} x}
{\displaystyle K(\varepsilon )=\int _{0}^{\pi /2}{\frac {1}{\sqrt {1-\varepsilon ^{2}\sin(\varphi )^{2}}}}\,\mathrm {d} \varphi }

## Identidades de Jacobi
La Identidad de Jacobi se define con la siguiente fórmula:
{\displaystyle \vartheta _{00}(0;\tau )^{4}=\vartheta _{01}(0;\tau )^{4}+\vartheta _{10}(0;\tau )^{4}}
{\displaystyle \vartheta _{00}(q)^{4}=\vartheta _{01}(q)^{4}+\vartheta _{10}(q)^{4}}
Esta fórmula representa la curva de Fermat de grado cuatro.
La identidad de Jacobi también surge como una combinación de tres relaciones cuadráticas:
{\displaystyle 2\,\vartheta _{00}(q^{2})^{2}=\vartheta _{00}(q)^{2}+\vartheta _{01}(q)^{2}}
{\displaystyle 2\,\vartheta _{10}(q^{2})^{2}=\vartheta _{00}(q)^{2}-\vartheta _{01}(q)^{2}}
{\displaystyle \vartheta _{10}(q)^{2}=2\,\vartheta _{10}(q^{2})\,\vartheta _{00}(q^{2})}
La combinación de estas tres fórmulas da la siguiente fórmula:
{\displaystyle \vartheta _{10}(q)^{4}=\vartheta _{00}(q)^{4}-\vartheta _{01}(q)^{4}}
Las identidades de Jacobi describen cómo se transforman las funciones theta bajo el grupo modular, que es generado por τ ↦ τ +1 y τ ↦ -1 / τ. Ya tenemos las ecuaciones de la primera transformación, para la segunda, sea
{\displaystyle \alpha =(-i\tau )^{\frac {1}{2}}\exp \!\left({\frac {\pi }{\tau }}iz^{2}\right).\,}
entonces
{\displaystyle {\begin{aligned}\vartheta _{00}\!\left({\textstyle {\frac {z}{\tau }};{\frac {-1}{\tau }}}\right)&=\alpha \,\vartheta _{00}(z;\tau )\quad &\vartheta _{01}\!\left({\textstyle {\frac {z}{\tau }};{\frac {-1}{\tau }}}\right)&=\alpha \,\vartheta _{10}(z;\tau )\\[3pt]\vartheta _{10}\!\left({\textstyle {\frac {z}{\tau }};{\frac {-1}{\tau }}}\right)&=\alpha \,\vartheta _{01}(z;\tau )\quad &\vartheta _{11}\!\left({\textstyle {\frac {z}{\tau }};{\frac {-1}{\tau }}}\right)&=-\alpha \,\vartheta _{11}(z;\tau )\end{aligned}}}

## Relación con la función zeta de Riemann
La relación
{\displaystyle \vartheta (0;-1/\tau )=(-i\tau )^{1/2}\vartheta (0;\tau )}
fue utilizada por Riemann para demostrar la ecuación funcional de la función zeta de Riemann, usando la integral
{\displaystyle \Gamma \left({\frac {s}{2}}\right)\pi ^{-s/2}\zeta (s)={\frac {1}{2}}\int _{0}^{\infty }\left[\vartheta (0;it)-1\right]t^{s/2}{\frac {dt}{t}}}
la cual es invariante bajo la sustitución de s por 1 − s.

## Relación con la función elíptica de Weierstrass
La función theta fue utilizada por Jacobi para construir sus funciones elípticas como los cocientes de las cuatro funciones theta, y podría también haber sido utilizada por él para la construcción de funciones elípticas de Weierstrass también, puesto que
{\displaystyle \wp (z;\tau )=-(\log \vartheta _{11}(z;\tau ))''+c}
donde la segunda derivada es con respecto a la z y la constante c se define de manera que la expansión de Laurent {\displaystyle \wp (z)} en z = 0 tiene término constante cero.

## Una relación con formas modulares
Sea η la función eta de Dedekind. Entonces
{\displaystyle \vartheta (0;\tau )={\frac {\eta ^{2}\left({\frac {\tau +1}{2}}\right)}{\eta (\tau +1)}}}.

## Una solución a la ecuación de calor
La función theta de Jacobi es la única solución a la ecuación 1-dimensional de calor con condiciones de frontera periódicas en tiempo cero. Se ve más fácilmente tomando z = x reales, y teniendo τ = it, con t real y positivo. Entonces podemos escribir
{\displaystyle \vartheta (x,it)=1+2\sum _{n=1}^{\infty }\exp(-\pi n^{2}t)\cos(2\pi nx)}
lo cual resuelve la ecuación de calor
{\displaystyle {\frac {\partial }{\partial t}}\vartheta (x,it)={\frac {1}{4\pi }}{\frac {\partial ^{2}}{\partial x^{2}}}\vartheta (x,it).}
Que esta solución es única se puede ver observando que en t = 0, la función theta se convierte en el peine de Dirac:
{\displaystyle \lim _{t\rightarrow 0}\vartheta (x,it)=\sum _{n=-\infty }^{\infty }\delta (x-n)}
donde δ es la función delta de Dirac. Así, en general las soluciones pueden ser especificadas convolucionando la condición de frontera (periódica) en t = 0 con la función theta.

## Relación con el grupo de Heisenberg
La función theta de Jacobi es invariante bajo la acción de un subgrupo discreto del grupo de Heisenberg. 

## Generalizaciones
Si F es una forma cuadrática en n variables, entonces la función theta asociado a F es
{\displaystyle \theta _{F}(z)=\sum _{m\in Z^{n}}\exp(2\pi izF(m))}
con la sumatoria que se extiende sobre el reticulado Zn (n-uplas de números enteros). Esta función theta es una forma modular de peso n/ 2 del grupo modular. En la expansión de Fourier,
{\displaystyle {\hat {\theta _{F}}}(z)=\sum _{k=0}^{\infty }R_{F}(k)\exp(2\pi ikz)},
los númerosRF(k) son llamados a la números de representación de la forma.

## Función theta de Riemann
Sea
{\displaystyle \mathbb {H} _{n}=\{F\in M(n,\mathbb {C} )\;\mathrm {s.t.} \,F=F^{T}\;{\textrm {y}}\;{\mbox{Im}}F>0\}}
el conjunto de matrices cuadradas simétricas cuya parte imaginaria es positiva definida. Aquí, elevar a la T denota la traspuesta de la matriz. Hn es llamado el semiplano superior de Siegel y es el análogo multidimensional del semiplano superior. El análogo n-dimensional del grupo modular es el grupo simpléctico Sp(2n,Z); para n = 1, Sp(2,Z) = SL(2,Z). El análogo n-dimensional de los subgrupos de congruencia es desempeñado por {\displaystyle {\textrm {Ker}}\{{\textrm {Sp}}(2n,\mathbb {Z} )\rightarrow {\textrm {Sp}}(2n,\mathbb {Z} /k\mathbb {Z} )\}}.
Luego, dado {\displaystyle \tau \in \mathbb {H} _{n}}, la función theta de Riemann se define como
{\displaystyle \theta (z,\tau )=\sum _{m\in Z^{n}}\exp \left(2\pi i\left({\frac {1}{2}}m^{T}\tau m+m^{T}z\right)\right).}
Aquí, {\displaystyle z\in \mathbb {C} ^{n}} es vector complejo n-dimensional. La función theta de Jacobi es entonces un caso especial, con n = 1 y {\displaystyle \tau \in \mathbb {H} } donde {\displaystyle \mathbb {H} } es el semiplano superior.
La theta de Riemann converge absoluta y uniformemente en subconjuntos compactos de {\displaystyle \mathbb {C} ^{n}\times \mathbb {H} _{n}.}
La ecuación funcional es
{\displaystyle \theta (z+a+\tau b,\tau )=\exp 2\pi i\left(-b^{T}z-{\frac {1}{2}}b^{T}\tau b\right)\theta (z,\tau )}
la cual vale para todos los vectores {\displaystyle a,b\in \mathbb {Z} ^{n}},y para todo {\displaystyle z\in \mathbb {C} ^{n}} y {\displaystyle \tau \in \mathbb {H} _{n}}.

## Valores de función

### Valores lemniscáticos
En la siguiente tabla se dan los valores lemnísticos de las funciones ϑ₁₀(x) y ϑ₀₀(x):
| x                                   | ϑ₁₀(x) | ϑ₀₀(x) |
| ----------------------------------- | --- | --- |
| {\displaystyle {\text{e}}^{-\pi }}  | {\displaystyle {\sqrt[{4}]{\pi }}\,{\Gamma \left({\tfrac {3}{4}}\right)}^{-1}2^{-1/4}={\sqrt {G}}}                                                    | {\displaystyle {\sqrt[{4}]{\pi }}\,{\Gamma \left({\tfrac {3}{4}}\right)}^{-1}=2^{1/4}{\sqrt {G}}}                     |
| {\displaystyle {\text{e}}^{-2\pi }} | {\displaystyle {\sqrt[{4}]{\pi }}\,{\Gamma \left({\tfrac {3}{4}}\right)}^{-1}2^{-3/4}{\sqrt {{\sqrt {2}}-1}}}                                         | {\displaystyle {\sqrt[{4}]{\pi }}\,{\Gamma \left({\tfrac {3}{4}}\right)}^{-1}2^{-3/4}{\sqrt {{\sqrt {2}}+1}}}         |
| {\displaystyle {\text{e}}^{-3\pi }} | {\displaystyle {\sqrt[{4}]{\pi }}\,{\Gamma \left({\tfrac {3}{4}}\right)}^{-1}2^{-3/2}3^{-3/8}{\sqrt {{\sqrt {3}}-1}}({\sqrt {3}}+1-{\sqrt[{4}]{12}})} | {\displaystyle {\sqrt[{4}]{\pi }}\,{\Gamma \left({\tfrac {3}{4}}\right)}^{-1}2^{-1/4}3^{-3/8}{\sqrt {{\sqrt {3}}+1}}} |
| {\displaystyle {\text{e}}^{-4\pi }} | {\displaystyle {\sqrt[{4}]{\pi }}\,{\Gamma \left({\tfrac {3}{4}}\right)}^{-1}2^{-5/4}({\sqrt[{4}]{2}}-1)}                                             | {\displaystyle {\sqrt[{4}]{\pi }}\,{\Gamma \left({\tfrac {3}{4}}\right)}^{-1}2^{-5/4}({\sqrt[{4}]{2}}+1)}             |
| {\displaystyle {\text{e}}^{-5\pi }} | {\displaystyle {\sqrt[{4}]{\pi }}\,{\Gamma \left({\tfrac {3}{4}}\right)}^{-1}2^{-5/4}5^{-1/2}({\sqrt[{4}]{5}}-1)^{2}\Phi ^{-1/2}}                     | {\displaystyle {\sqrt[{4}]{\pi }}\,{\Gamma \left({\tfrac {3}{4}}\right)}^{-1}5^{-1/2}\Phi ^{3/2}}                     |

Valores adicionales para ϑ₀₀(x):
{\displaystyle \vartheta _{00}({\text{e}}^{-6\pi })={\sqrt[{4}]{\pi }}\,{\Gamma \left({\tfrac {3}{4}}\right)}^{-1}2^{-2}3^{-3/8}{\sqrt {\cot({\tfrac {1}{24}}\pi )}}({\sqrt[{4}]{3}}+1)({\sqrt {3}}+1-{\sqrt[{4}]{12}})}
{\displaystyle \vartheta _{00}({\text{e}}^{-7\pi })={\sqrt[{4}]{\pi }}\,{\Gamma \left({\tfrac {3}{4}}\right)}^{-1}2^{-5/8}7^{-7/16}{\sqrt[{4}]{3+{\sqrt {7}}}}{\sqrt {5-{\sqrt {7}}+{\sqrt[{4}]{28}}}}}
{\displaystyle \vartheta _{00}({\text{e}}^{-8\pi })={\sqrt[{4}]{\pi }}\,{\Gamma \left({\tfrac {3}{4}}\right)}^{-1}2^{-2}({\sqrt {2+{\sqrt {2}}}}+2^{7/8})}
{\displaystyle \vartheta _{00}({\text{e}}^{-9\pi })={\sqrt[{4}]{\pi }}\,{\Gamma \left({\tfrac {3}{4}}\right)}^{-1}3^{-1}({\sqrt[{3}]{2{\sqrt {3}}+2}}+1)}
{\displaystyle \vartheta _{00}({\text{e}}^{-10\pi })={\sqrt[{4}]{\pi }}\,{\Gamma \left({\tfrac {3}{4}}\right)}^{-1}5^{-1/2}\Phi ^{3/2}\cos {\bigl [}{\tfrac {1}{4}}\arcsin {\bigl (}\Phi ^{-12}{\bigr )}{\bigr ]}}
{\displaystyle \vartheta _{00}({\text{e}}^{-11\pi })={\sqrt[{4}]{\pi }}\,{\Gamma \left({\tfrac {3}{4}}\right)}^{-1}2^{-5/4}11^{-5/8}{\sqrt {{\sqrt {11}}+3}}\,{\bigl \{}4+{\sqrt {11}}-3{\sqrt {3}}\tanh {\bigl [}{\tfrac {1}{4}}\operatorname {arcosh} ({\tfrac {7}{4}})+{\tfrac {1}{2}}\operatorname {artanh} ({\tfrac {4}{9}}{\sqrt {3}})-{\tfrac {1}{6}}\operatorname {artanh} ({\tfrac {1}{27}}{\sqrt {3}}){\bigr ]}{\bigr \}}}
{\displaystyle \vartheta _{00}({\text{e}}^{-12\pi })={\sqrt[{4}]{\pi }}\,{\Gamma \left({\tfrac {3}{4}}\right)}^{-1}2^{-2}3^{-3/8}{\sqrt {\cot({\tfrac {1}{24}}\pi )}}({\sqrt[{4}]{3}}+1)({\sqrt {3}}+1-{\sqrt[{4}]{12}})\cos {\bigl \{}{\tfrac {1}{2}}\arcsin {\bigl [}{\tfrac {1}{2}}(2+{\sqrt {3}})({\sqrt {3}}-{\sqrt {2}})^{2}({\sqrt {2}}-1)^{2}({\sqrt[{4}]{3}}-1)^{4}{\bigr ]}{\bigr \}}}
{\displaystyle \vartheta _{00}({\text{e}}^{-13\pi })={\sqrt[{4}]{\pi }}\,{\Gamma \left({\tfrac {3}{4}}\right)}^{-1}13^{-1/2}{\sqrt {5{\sqrt {13}}+18}}\,{\bigl \{}{\tfrac {1}{6}}(5{\sqrt {39}}-17{\sqrt {3}})\coth {\bigl [}{\tfrac {1}{3}}\operatorname {artanh} ({\tfrac {6}{11}}{\sqrt {3}})-{\tfrac {1}{2}}\operatorname {arcosh} {\bigl (}{\tfrac {4}{13}}{\sqrt {13}}{\bigr )}{\bigr ]}-{\tfrac {1}{2}}({\sqrt {13}}-3){\bigr \}}}
{\displaystyle \vartheta _{00}({\text{e}}^{-14\pi })={\sqrt[{4}]{\pi }}\,{\Gamma \left({\tfrac {3}{4}}\right)}^{-1}2^{-5/8}7^{-7/16}{\sqrt[{4}]{3+{\sqrt {7}}}}{\sqrt {5-{\sqrt {7}}+{\sqrt[{4}]{28}}}}\,\cos {\bigl \{}{\tfrac {1}{4}}\arcsin {\bigl [}({\tfrac {1}{4}}{\sqrt {14}}+{\tfrac {1}{4}}{\sqrt {2}}-{\tfrac {1}{2}}{\sqrt[{4}]{7}})^{12}{\bigr ]}{\bigr \}}}
{\displaystyle \vartheta _{00}({\text{e}}^{-15\pi })={\sqrt[{4}]{\pi }}\,{\Gamma \left({\tfrac {3}{4}}\right)}^{-1}3^{-1/2}5^{-1/2}\Phi ^{3/2}{\bigl (}{\sqrt {2{\sqrt {1+\Phi ^{-8}+\Phi ^{-16}}}+2+\Phi ^{-8}}}+{\sqrt {1-\Phi ^{-8}}}{\bigr )}^{1/2}}
{\displaystyle \vartheta _{00}({\text{e}}^{-16\pi })={\sqrt[{4}]{\pi }}\,{\Gamma \left({\tfrac {3}{4}}\right)}^{-1}{\bigl [}2^{-9/4}({\sqrt[{4}]{2}}+1)+2^{-23/16}{\sqrt[{4}]{{\sqrt {2}}+1}}{\bigr ]}}
{\displaystyle \vartheta _{00}({\text{e}}^{-17\pi })={\sqrt[{4}]{\pi }}\,{\Gamma \left({\tfrac {3}{4}}\right)}^{-1}2^{-3/2}17^{-1/2}{\bigl [}({\sqrt[{4}]{17}}+1){\sqrt {{\sqrt {17}}-1}}+{\sqrt[{8}]{272}}{\sqrt {{\sqrt {17}}+3}}{\bigr ]}}
{\displaystyle \vartheta _{00}({\text{e}}^{-18\pi })={\sqrt[{4}]{\pi }}\,{\Gamma \left({\tfrac {3}{4}}\right)}^{-1}3^{-1}({\sqrt[{3}]{2{\sqrt {3}}+2}}+1)\cos {\bigl \langle }{\tfrac {1}{4}}\arcsin {\bigl \{}{\bigl [}2{\sqrt {3}}-3-{\sqrt {6}}(2-{\sqrt {3}})^{5/6}+{\sqrt {2}}(2-{\sqrt {3}})^{7/6}{\bigr ]}^{4}{\bigr \}}{\bigr \rangle }}
Y con la letra griega {\displaystyle \Phi ={\tfrac {1+{\sqrt {5}}}{2}}} se muestra el Número áureo. La abreviatura {\displaystyle G} representa la Constante de Gauss, que es el cociente de la constante lemníscatica dividido por el número del círculo π. Los valores que se acaban de mostrar fueron investigados por el matemático surcoreano Jinhee Yi de la Universidad Nacional de Busan (부산 대학교). Sus resultados fueron publicados posteriormente en el Journal of Mathematical Analysis and Applications.
Además, se aplican los siguientes valores:
{\displaystyle \vartheta _{00}[\exp(-{\tfrac {1}{2}}\pi )]={\sqrt[{4}]{\pi }}\,{\Gamma \left({\tfrac {3}{4}}\right)}^{-1}2^{-1/4}{\sqrt {{\sqrt {2}}+1}}}
{\displaystyle \vartheta _{00}[\exp(-{\tfrac {1}{3}}\pi )]={\sqrt[{4}]{\pi }}\,{\Gamma \left({\tfrac {3}{4}}\right)}^{-1}2^{-1/4}3^{1/8}{\sqrt {{\sqrt {3}}+1}}}
Estos dos valores se pueden determinar directamente usando la Fórmula de suma de Poisson:
{\displaystyle \vartheta _{00}[\exp(-\pi /y)]={\sqrt {y}}\,\vartheta _{00}[\exp(-\pi y)]}

### Valores equianarmónicos
La función ϑ₀₀ tiene estos valores de función equianarmónica:
{\displaystyle \vartheta _{00}[\exp(-{\sqrt {3}}\,\pi )]=\pi ^{-1/2}2^{-1/6}3^{-1/8}\beta ({\tfrac {1}{3}})^{1/2}}
{\displaystyle \vartheta _{00}[\exp(-2{\sqrt {3}}\,\pi )]=\pi ^{-1/2}2^{-1/6}3^{-1/8}\beta ({\tfrac {1}{3}})^{1/2}\cos({\tfrac {1}{24}}\pi )}
{\displaystyle \vartheta _{00}[\exp(-3{\sqrt {3}}\,\pi )]=\pi ^{-1/2}2^{-1/6}3^{-7/8}\beta ({\tfrac {1}{3}})^{1/2}({\sqrt[{3}]{2}}+1)}
{\displaystyle \vartheta _{00}[\exp(-4{\sqrt {3}}\,\pi )]=\pi ^{-1/2}2^{-7/6}3^{-1/8}\beta ({\tfrac {1}{3}})^{1/2}[1+{\sqrt {\cos({\tfrac {1}{12}}\pi )}}]}
{\displaystyle \vartheta _{00}[\exp(-5{\sqrt {3}}\,\pi )]=\pi ^{-1/2}2^{-1/6}3^{-9/8}\beta ({\tfrac {1}{3}})^{1/2}\sin({\tfrac {1}{5}}\pi )({\tfrac {2}{5}}{\sqrt[{3}]{100}}+{\tfrac {2}{5}}{\sqrt[{3}]{10}}+{\tfrac {3}{5}}{\sqrt {5}}+1)}
Algunos valores equianarmónicos de la función theta han sido explorados en particular por los matemáticos Bruce Carl Berndt y Örs Rebák.

### Theta valores sobre los factoriales de octavas partes
Valores de función de la forma ϑ₀₁:
{\displaystyle \vartheta _{01}[\exp(-{\sqrt {2}}\,\pi )]=2^{-1/4}\pi ^{-1/2}{\sqrt {\cos({\tfrac {1}{8}}\pi )\beta ({\tfrac {3}{8}})}}}
{\displaystyle \vartheta _{01}[\exp(-3{\sqrt {2}}\,\pi )]=2^{-1/4}3^{-1/2}\pi ^{-1/2}{\sqrt {\cos({\tfrac {1}{8}}\pi )\beta ({\tfrac {3}{8}})}}\,{\sqrt {{\sqrt {3}}+{\sqrt {2}}}}}
{\displaystyle \vartheta _{01}[\exp(-{\tfrac {1}{3}}{\sqrt {2}}\,\pi )]=2^{-1/4}\pi ^{-1/2}{\sqrt {\cos({\tfrac {1}{8}}\pi )\beta ({\tfrac {3}{8}})}}\,{\sqrt {{\sqrt {3}}-{\sqrt {2}}}}}
{\displaystyle \vartheta _{01}[\exp(-5{\sqrt {2}}\,\pi )]=2^{-1/4}5^{-1/2}\pi ^{-1/2}{\sqrt {\cos({\tfrac {1}{8}}\pi )\beta ({\tfrac {3}{8}})}}\,{\bigl \{}{\tfrac {4}{3}}{\sqrt {2}}\cos({\tfrac {1}{10}}\pi )\cosh[{\tfrac {1}{3}}\operatorname {artanh} ({\tfrac {3}{8}}{\sqrt {6}})]+{\tfrac {1}{3}}\tan({\tfrac {1}{5}}\pi ){\bigr \}}}
{\displaystyle \vartheta _{01}[\exp(-{\tfrac {1}{5}}{\sqrt {2}}\,\pi )]=2^{-1/4}\pi ^{-1/2}{\sqrt {\cos({\tfrac {1}{8}}\pi )\beta ({\tfrac {3}{8}})}}\,{\bigl \{}{\tfrac {4}{3}}{\sqrt {2}}\sin({\tfrac {1}{5}}\pi )\cosh[{\tfrac {1}{3}}\operatorname {artanh} ({\tfrac {3}{8}}{\sqrt {6}})]-{\tfrac {1}{3}}\cot({\tfrac {1}{10}}\pi ){\bigr \}}}

## Ecuaciones quínticas

### Solución de la forma Bring-Jerrard
De acuerdo con el Teorema de Abel-Ruffini, la ecuación quíntica general no se puede resolver de forma radical elemental. Pero una solución general es muy posible con la ayuda de las funciones elípticas. Con la función theta también se puede resolver el caso general de la Ecuación de quinto grado en función de la elíptica "Nomen q" a partir de un módulo elíptico siempre "elemental" dependiente de los coeficientes. Para la siguiente ecuación quíntica en forma de Bring-Jerrard, la solución general se puede representar en forma simplificada con la función theta ϑ₀₀:
{\displaystyle x^{5}+5\,x=4\,c}
Para todos los valores reales {\displaystyle c} tiene la suma mostrada de la función de quinta potencia y la función de mapeo idéntica para {\displaystyle x} en dependencia de {\displaystyle c} exactamente una solución real. Y esta solución real {\displaystyle x} can para todos los valores reales {\displaystyle c} se puede evocar exactamente correctamente con el siguiente algoritmo:
| Ecuación de Bring-Jerrard: {\displaystyle x^{5}+5\,x=4\,c} |
| Elíptica "Nomen q" función valor: {\displaystyle Q=q{\bigl [}{\bigl (}2c^{2}+2+2{\sqrt {c^{4}+1}}{\bigr )}^{-1/2}{\bigl (}{\sqrt {{\sqrt {c^{4}+1}}+1}}+c{\bigr )}{\bigr ]}} |
| La solución real para {\displaystyle x}: {\displaystyle x={\frac {{\bigl [}\vartheta _{00}(Q^{1/5})^{2}-5\,\vartheta _{00}(Q^{5})^{2}{\bigr ]}{\sqrt {\vartheta _{00}(Q^{1/5})^{2}+5\,\vartheta _{00}(Q^{5})^{2}-4\,\vartheta _{00}(Q)^{2}-2\,\vartheta _{00}(Q^{1/5})\,\vartheta _{00}(Q^{5})}}}{4\,\vartheta _{10}(Q)\,\vartheta _{01}(Q)\,\vartheta _{00}(Q)}}} |

### Tres ejemplos de cálculo
A continuación, tres ecuaciones se tratan como ejemplos, que pueden resolverse con la función theta de Jacobi, pero no pueden resolverse en absoluto con expresiones de raíces elementales:
{\displaystyle x^{5}+5\,x={\frac {1}{{\sqrt {3}}\,{\sqrt[{4}]{7}}}}}
{\displaystyle Q=q{\bigl [}{\bigl (}2c^{2}+2+2{\sqrt {c^{4}+1}}{\bigr )}^{-1/2}{\bigl (}{\sqrt {{\sqrt {c^{4}+1}}+1}}+c{\bigr )}{\bigr ]}{\bigl (}c={\frac {1}{4\,{\sqrt {3}}\,{\sqrt[{4}]{7}}}}{\bigr )}=q{\bigl (}{\frac {3}{4}}{\bigr )}=\exp {\bigl [}-\pi \,K{\bigl (}{\frac {1}{4}}{\sqrt {7}}{\bigr )}/K{\bigl (}{\frac {3}{4}}{\bigr )}{\bigr ]}}
{\displaystyle Q\approx 0.0514850134086884874259334407034142264}
{\displaystyle x={\frac {{\bigl \{}\vartheta _{00}[q({\tfrac {3}{4}})^{1/5}]^{2}-5\,\vartheta _{00}[q({\tfrac {3}{4}})^{5}]^{2}{\bigr \}}{\sqrt {\vartheta _{00}[q({\tfrac {3}{4}})^{1/5}]^{2}+5\,\vartheta _{00}[q({\tfrac {3}{4}})^{5}]^{2}-4\,\vartheta _{00}[q({\tfrac {3}{4}})]^{2}-2\,\vartheta _{00}[q({\tfrac {3}{4}})^{1/5}]\,\vartheta _{00}[q({\tfrac {3}{4}})^{5}]}}}{4\,\vartheta _{10}[q({\tfrac {3}{4}})]\,\vartheta _{01}[q({\tfrac {3}{4}})]\,\vartheta _{00}[q({\tfrac {3}{4}})]}}}
{\displaystyle x\approx 0.07098926054715586207235133755965679}
El mismo patrón también se realiza en la siguiente ecuación:
{\displaystyle x^{5}+5\,x={\frac {17}{2\,{\sqrt {7}}\,{\sqrt[{4}]{15}}}}}
{\displaystyle Q=q{\bigl [}{\bigl (}2c^{2}+2+2{\sqrt {c^{4}+1}}{\bigr )}^{-1/2}{\bigl (}{\sqrt {{\sqrt {c^{4}+1}}+1}}+c{\bigr )}{\bigr ]}{\bigl (}c={\frac {17}{8\,{\sqrt {7}}\,{\sqrt[{4}]{15}}}}{\bigr )}=q{\bigl (}{\frac {7}{8}}{\bigr )}=\exp {\bigl [}-\pi \,K{\bigl (}{\frac {1}{8}}{\sqrt {15}}{\bigr )}/K{\bigl (}{\frac {7}{8}}{\bigr )}{\bigr ]}}
{\displaystyle Q\approx 0.0897074766759280367958684244396699245}
{\displaystyle x={\frac {{\bigl \{}\vartheta _{00}[q({\tfrac {7}{8}})^{1/5}]^{2}-5\,\vartheta _{00}[q({\tfrac {7}{8}})^{5}]^{2}{\bigr \}}{\sqrt {\vartheta _{00}[q({\tfrac {7}{8}})^{1/5}]^{2}+5\,\vartheta _{00}[q({\tfrac {7}{8}})^{5}]^{2}-4\,\vartheta _{00}[q({\tfrac {7}{8}})]^{2}-2\,\vartheta _{00}[q({\tfrac {7}{8}})^{1/5}]\,\vartheta _{00}[q({\tfrac {7}{8}})^{5}]}}}{4\,\vartheta _{10}[q({\tfrac {7}{8}})]\,\vartheta _{01}[q({\tfrac {7}{8}})]\,\vartheta _{00}[q({\tfrac {7}{8}})]}}}
{\displaystyle x\approx 0.32576169530959133227592078784586937}
Este es un tercer ejemplo:
{\displaystyle x^{5}+5\,x=4}
{\displaystyle Q=q{\bigl [}{\bigl (}2c^{2}+2+2{\sqrt {c^{4}+1}}{\bigr )}^{-1/2}{\bigl (}{\sqrt {{\sqrt {c^{4}+1}}+1}}+c{\bigr )}{\bigr ]}{\bigl (}c=1{\bigr )}=q{\bigl [}{\frac {\sqrt[{4}]{2}}{2}}+\sin({\frac {\pi }{8}}{\bigr )}{\bigr ]}}
{\displaystyle Q\approx 0.18520287008030014142515182307361246060360377625}
{\displaystyle x={\frac {\vartheta _{00}\{q{\bigl [}{\frac {\sqrt[{4}]{2}}{2}}+\sin({\frac {\pi }{8}}){\bigr ]}^{1/5}\}^{2}-5\,\vartheta _{00}\{q{\bigl [}{\frac {\sqrt[{4}]{2}}{2}}+\sin({\frac {\pi }{8}}){\bigr ]}^{5}\}^{2}}{4\,\vartheta _{10}\{q{\bigl [}{\frac {\sqrt[{4}]{2}}{2}}+\sin({\frac {\pi }{8}}){\bigr ]}\}\,\vartheta _{01}\{q{\bigl [}{\frac {\sqrt[{4}]{2}}{2}}+\sin({\frac {\pi }{8}}){\bigr ]}\}\,\vartheta _{00}\{q{\bigl [}{\frac {\sqrt[{4}]{2}}{2}}+\sin({\frac {\pi }{8}}){\bigr ]}\}}}\times }
{\displaystyle \times {\sqrt {\vartheta _{00}\{q{\bigl [}{\tfrac {\sqrt[{4}]{2}}{2}}+\sin({\tfrac {\pi }{8}}){\bigr ]}^{1/5}\}^{2}+5\vartheta _{00}\{q{\bigl [}{\tfrac {\sqrt[{4}]{2}}{2}}+\sin({\tfrac {\pi }{8}}){\bigr ]}^{5}\}^{2}-4\vartheta _{00}\{q{\bigl [}{\tfrac {\sqrt[{4}]{2}}{2}}+\sin({\tfrac {\pi }{8}}){\bigr ]}\}^{2}-2\vartheta _{00}\{q{\bigl [}{\tfrac {\sqrt[{4}]{2}}{2}}+\sin({\tfrac {\pi }{8}}){\bigr ]}^{1/5}\}\,\vartheta _{00}\{q{\bigl [}{\tfrac {\sqrt[{4}]{2}}{2}}+\sin({\tfrac {\pi }{8}}){\bigr ]}^{5}\}}}}
{\displaystyle x\approx 0.75192639869405948026865366345020738740978383913}